# Tichtl György
Tichtl György (Budapest, 1881. január 6. – Budapest, 1956. január 13.) építész, postaműszaki főigazgató.

## Életútja
Tichtl Frigyes és Kapy Rozina fia. Diplomáját a József műegyetemen szerezte 1902-ben, ekkor a Kereskedelmi Minisztériumhoz került, ahol műszaki segédmérnök lett. 1912-től volt a Magyar Királyi Postán belül életrehívott Postaházak Építési Felügyelőségének munkatársa. 1915-től főmérnök, 1917-től műszaki tanácsos, 1921-től műszaki igazgató, 1925-től a posta építészeti, VII. ügyosztályának vezetője lett. 1930-ban az intézmény műszaki főigazgatójává nevezték ki. Az ő tervei nyomán épült fel a budapesti lipótvárosi, a lágymányosi, a budafoki, a szombathelyi és a nagykanizsai posta, valamint a Váci úti neobarokk Lipót telefonközpont. Templomokat is tervezett. Halálát szívizomelfajulás okozta. Felesége Házmán Franciska volt, akivel 1907-ben kötött házasságot Budapesten.

## Ismert épületei

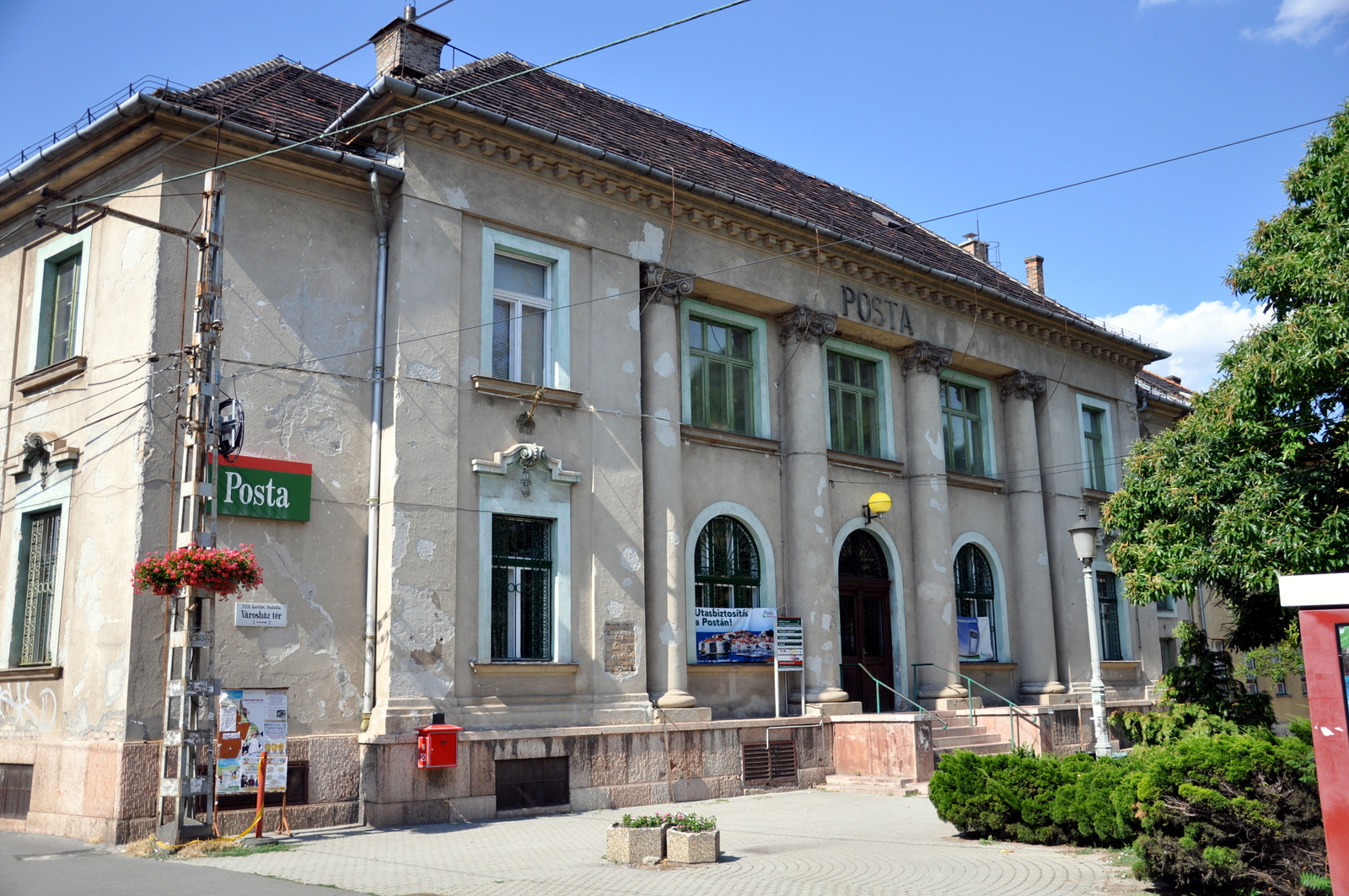
Budafoki posta

- 1912: ikervilla, Budapest, Vonás utca 11.[3]
- 1913: Igazgatói épület, Budapest, Hungária út 38. (Wekerletelep)
- 1914: Tichtl-ház, Budapest, Budapest, Dísz tér 11.[4]
- 1914–1918: Igazgatói épület, Budapest, Thököly utca 18. (Wekerletelep)
- 1921–1924: Posta, Szombathely[5] (tervek: 1913)[6]
- 1927: villa, Budapest, Völgy u.[7]
- 1927–1929: Lipót telefonközpont, Budapest, Váci út 17. [8] – az épület a Google kamera felvételei alapján 2009 és 2011 között elbontásra került[9]
- 1930: Lágymányosi Posta, Budapest, Vásárhelyi Pál utca 4-6.[10]
- 1929–1931: Budafoki Posta, Budapest, Városház tér 19.[11]
- ?: Polonyi pékség, Budapest, Petur u. 7. (Wekerletelep)[12]
- ?: Lipótvárosi Posta, Budapest[13]
- ?: Posta, Nagykanizsa